# 王禹乡
王禹乡，是中华人民共和国山西省晋中市灵石县下辖的一个乡镇级行政单位。

## 行政区划
王禹乡下辖以下地区：
王禹村、洪土村、刘家掌村、后背掌村、枣岭村、罗汉村、柏明村、仝家庄村、西原村、赵家沟村、石泉村、回祖村、庄只洼村、庄则上村、东圪塔村、柏苍村、原西沟村、秋泉村、黄原上村、秦家原村、南庄村、东庄村、东掌村、红花掌村和后沟庄村。